# Echinarmadillidium absoloni
Echinarmadillidium absoloni är en kräftdjursart som beskrevs av Hans Strouhal 1934. Echinarmadillidium absoloni ingår i släktet Echinarmadillidium och familjen klotgråsuggor. Inga underarter finns listade i Catalogue of Life.